# Ion Budai-Deleanu
Ion Budai-Deleanu, né le 6 janvier 1760 à Cigmău et mort le 24 aout 1820 à Lemberg, est un écrivain, philologue, linguiste, historien et juriste roumain des Lumières.
Il est l'auteur d'un poème épique, Țiganiada, au sujet d'un groupe de Roms combattant aux côtés de Vlad l'empaleur.
Selon Budai-Deleanu, les Daces n'étaient pas les ancêtres des Roumains, mais ceux des Polonais.
Il a été partisan de l'épuration du vocabulaire du roumain et du remplacement pour son écriture de l'alphabet cyrillique par l'alphabet latin.